# Flavio Bucci
Flavio Bucci, född 25 maj 1947 i Turin, Piemonte, död 18 februari 2020 i Fiumicino, Lazio,  var en italiensk skådespelare.

## Utmärkelser
Maggio vann Nastro d'argentos pris för bästa manliga huvudroll 1979 för Ligabue.

## Roller i urval
- 1971 – Arbetarklassen kommer till paradiset
- 1973 – Egendom är inte längre stöld
- 1977 – Flykten från helvetet
- 1977 – Ligabue (TV-serie)
- 1978 – Den slutna cirkeln
- 1980 – Maledetti vi amerò
- 1982 – Il marchese del grillo
- 1983 – En midsommarnattsdröm
- 2008 – Il divo